# Oplevering
De oplevering is de daad waarbij een partij die een werk heeft aangenomen, zijnde de aannemer, dit werk als klaar bestempelt en dat werk dan overdraagt aan de opdrachtgever die dat werk dan aanvaardt. De tegenprestatie is dan het (definitief) inlossen van de financiële afspraken onder de (beperkte) voorwaarden die gelden vanaf dat moment. Er zijn verschillen tussen de oplevering in België en in Nederland. In het Nederlandse Burgerlijk Wetboek, Boek 7, Titel 12, Afdeling 1, Artikel 758 en verder is de oplevering wettelijk verankerd.

## Nederland

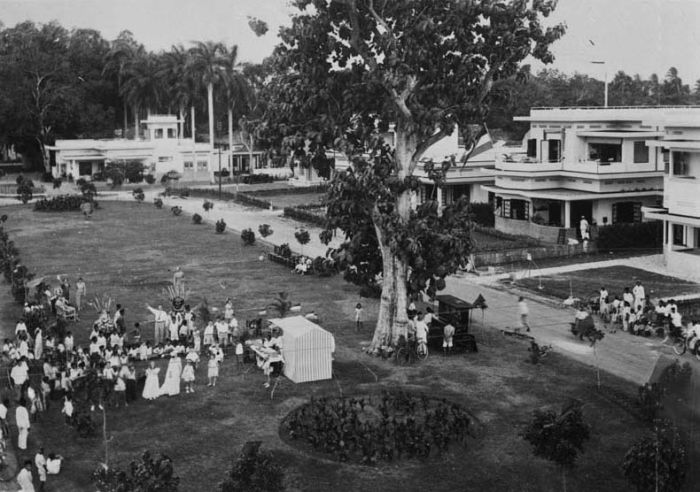
Feestelijkheden op een plantsoen naar aanleiding van de oplevering van een nieuw gebouwde villa in een Europese wijk van een stad in Nederlands-Indië

Onder de oplevering van een gebouw verstaat men in Nederland de algehele aanvaarding door de opdrachtgever van een werk dat door een aannemer is uitgevoerd conform bestek en tekeningen van een ontwerper of een architect in opdracht van een opdrachtgever.
Er is sprake van slechts één oplevering. Voorafgaand aan deze oplevering wordt door de partijen een vooropname gedaan waarbij geconstateerd kan worden in hoeverre het werk nog niet is zoals het volgens bestek en tekeningen moet zijn. In de tijd die nog rest tot aan de feitelijke (en juridische) oplevering heeft de aannemer de mogelijkheid het werk alsnog volledig aan bestek en tekeningen te laten voldoen. Tijdens de oplevering wordt wederom een opname verricht waarin een lijst wordt samengesteld van de gebreken die het werk alsdan alsnog vertoont ten opzichte van bestek en tekeningen. Partijen kunnen dan besluiten om:
- het werk op dat moment als NIET gereed te beschouwen en derhalve niet op te leveren;
- het werk op dat moment wel als gereed te beschouwen en het werk op te leveren onder voorwaarden.

Bij het niet opleveren ontstaat (vaak) de situatie dat de aannemer dan niet kan voldoen aan de gestelde eisen in de opdracht om op tijd (binnen een maximale bouwtijd) het werk op te leveren en riskeert dan een boete (wegens overschrijding van de maximale bouwtijd). Daarom willen veel aannemers heel graag opleveren, ook al wordt de opleverlijst met gebreken dan toch erg lang.
Bij het wel opleveren wordt zoals vermeld een lijst van gebreken samengesteld, de zogenaamde opleverlijst. Op deze lijst komen alle zaken voor die niet gereed zijn volgens bestek en tekeningen. De aannemer krijgt als extra voorwaarde mee dat de lijst moet zijn afgewerkt binnen een vast te stellen termijn terwijl de opdrachtgever dan alvast gebruik kan maken van het werk. De financiële tegenprestatie van de opdrachtgever richting de aannemer is dat er uitstel komt van het betalen van een laatste deel (een termijn genaamd) van de totale vergoeding voor het werk. Deze termijn bedraagt vaak 2,5% tot 5% van de totale aannemingssom. Na afloop van de termijn wordt wederom een vooropname gedaan om te bezien in hoeverre de aannemer gereed is met de lijst. Indien deze lijst is afgewerkt volg alsdan een uitbetaling van de laatste termijn van opdrachtgever aan aannemer.

### Trivia

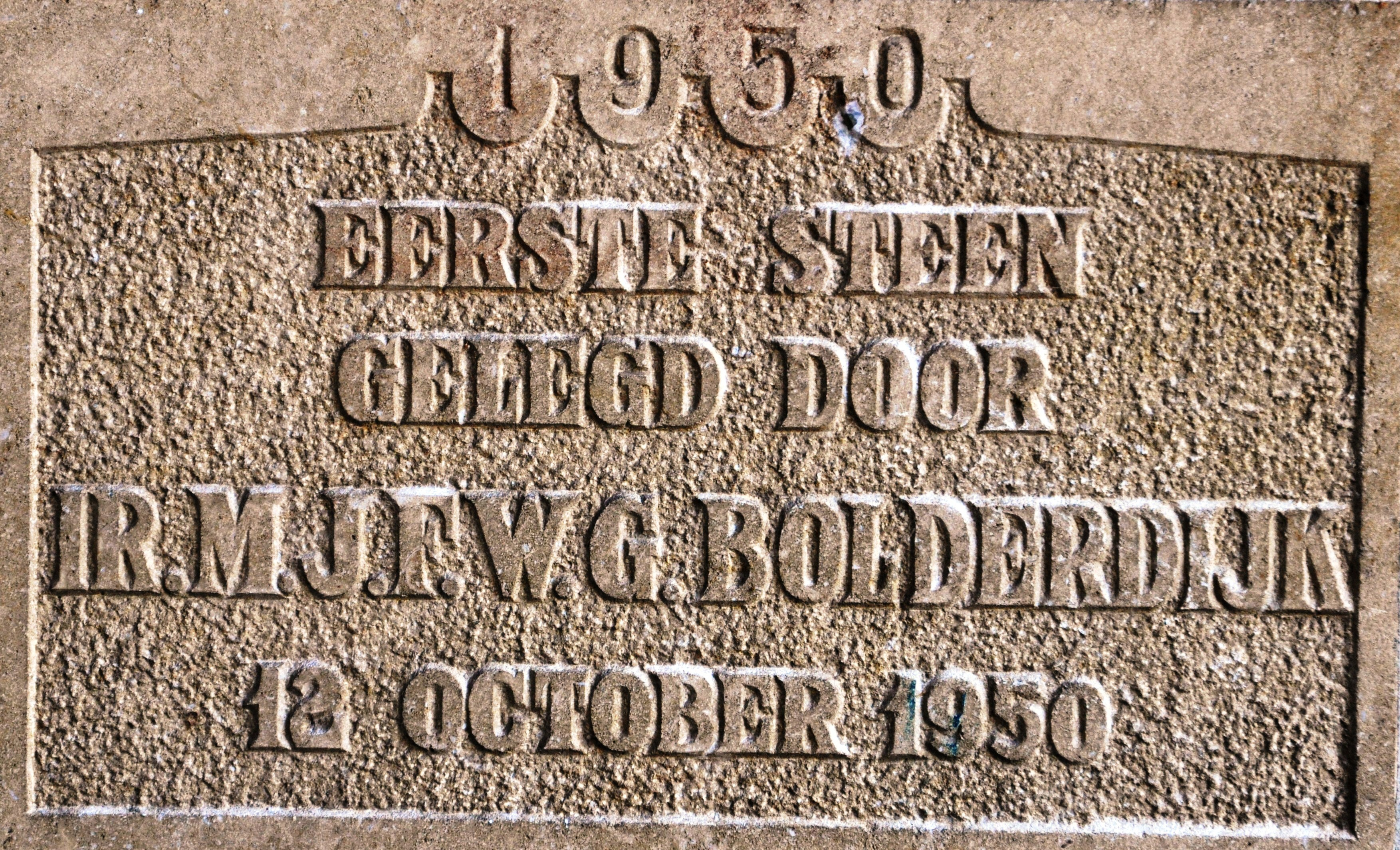
Eerste steen van Ontspanningscentrum De Boô

De oplevering (van vooral gebouwen ten behoeve van de gemeenschap) gaat in Nederland vaak gepaard met feestelijkheden. Daarbij wordt soms ook een "eerste steen" gelegd om een persoon of een gelegenheid te eren. De oplevering van bijvoorbeeld een zoveelste (de eerste, de honderdste of de duizendste) woning in een woningbouwcomplex is ook vaak reden om er met een feestelijkheid bij stil te staan.

### Garantie van partijen
Naast de termijn die gesteld is voor het verwerken van de lijst is er ook de in de opdracht overeengekomen onderhoudstermijn binnen welke de aannemer zaken die alsnog niet voldoen, echter waarvan het gebrek (elk gebrek) ontstaat (ontstaan is) binnen de onderhoudstermijn, dient op te lossen. Het gaat daarbij om een vorm van garantie(s) ten aanzien van het eigen werk. De algemene garanties zoals deze gelden ten aanzien van toegepaste zaken (zoals elektrische apparaten of het materiaal en de toepassing van dakbedekkingsmateriaal) blijven vaak nog een aantal jaren (in principe bij opdrachtverlening tot werk een termijn van 10 jaar en bij realisatie bouwwerk tot 20 jaar aan toe) gehandhaafd. Er is een zeer beperkte garantieverplichting van de architect ten aanzien van het werk. Er zijn grotere garantieverplichtingen of aansprakelijkheden voor de aannemer(s), de verantwoordelijke voor de constructieberekeningen en derden die adviezen (bijvoorbeeld ten aanzien van bouwfysica) hebben uitgebracht.
De garanties die de aannemer standaard dient te verstrekken bij opdrachten die voorafgaande aan 1 januari 2024 zijn overeengekomen:
- hersteltermijn van 3 maanden inzake de gebreken die gezien zijn tijdens de oplevering;
- onderhoudsperiode van 6 maanden inzake tekortkomingen die niet gezien zijn tijdens de oplevering maar die een normaal gebruik van het gebouw of een onderdeel daarvan in de weg staan;
- Herstel gedurende een periode van 5 (5,5) jaar van verborgen gebreken de aannemer te verwijten en niet eerder te ontdekken;
- Herstel gedurende een periode van 20 (20,5) jaar van ernstige (verborgen) gebreken of zeer ernstige gebreken de aannemer te verwijten die een normaal gebruik van het gebouw in de weg staan.

Door een speciale garantie aan te kopen van een waarborginstelling bij de koop-aanneming van de koopwoning door uitsluitend particuliere kopers kunnen deze particulieren een aanvullende zekerheid aanschaffen mede ook ten aanzien van de eerder genoemde garanties die de aannemer dient te verstrekken.
De per 1 januari 2024 in werking getreden nieuwe wet kwaliteitsborging bouw versterkt de positie van de particulier eigenaar / koper inzake de verplichtingen en aansprakelijkheden van de aannemer. Niet alleen gebreken (technische en bouwkundige) maar ook afwijkingen (zonder dat het een bouwkundig of technisch gebrek is) aan gebouwen die niet in overeenstemming zijn met de wensen en eisen van opdrachtgevers moeten door aannemers worden hersteld of de herstelkosten komen voor rekening van de aannemer. De opdrachtgever dient aan te tonen wat de oorspronkelijke wens of eis was. De aannemer moet aantonen dat het niet hem te verwijten is. Daarmee is de Oplevering als fataal moment van decharge van verantwoordelijkheden van de aannemer vervallen, waarmee de bewijslast bij gebreken is omgekeerd van "Caveat Emptor" (Koper pas op!) naar "Caveat Venditor" (Verkoper pas op!) vergelijkbaar het de contractuitgangspunten van de bouwindustrie.
Aanvullend bij bouwwerken (vanuit de definitie volgens de Omgevingswet) is de aannemer van een bouwwerk verplicht bij de kennisgeving dat het werk klaar is om te worden opgeleverd een dossier aan de opdrachtgever over met betrekking tot het tot stand gebrachte bouwwerk. Het dossier bevat gegevens en bescheiden die volledig inzicht geven in de nakoming van de overeenkomst door de aannemer en de te dien aanzien uitgevoerde werkzaamheden. Dit gebouwdossier bevat in ieder geval de tekeningen en berekeningen betreffende het tot stand gebrachte bouwwerk en de bijbehorende installaties, en een beschrijving van de toegepaste materialen en installaties, alsmede de gebruiksfuncties van het bouwwerk en de gegevens en bescheiden die nodig zijn voor gebruik en onderhoud van het bouwwerk.

## België
Onder oplevering van een gebouw verstaat men de aanvaarding door de opdrachtgever dat de werken door de aannemer uitgevoerd werden conform de plannen en het bestek van de architect of het studiebureau.
Men maakt een onderscheid tussen een voorlopige en een definitieve oplevering. Bij de voorlopige oplevering na de werkzaamheden worden de zichtbare gebreken genoteerd met de verplichting tot herstelling ervan binnen de gestelde termijn door de aannemer. De definitieve oplevering vindt plaats één jaar na het beëindigen van de bouwwerkzaamheden. Deze periode kan verlengd worden. Het vroegtijdig betrekken van het gebouw door de opdrachtgever vervangt de oplevering.
Bij elke oplevering wordt een deel van de eerder ingehouden waarborg aan de aannemer uitbetaald (meestal 2,5% van de aannemingssom na de voorlopige oplevering, en de resterende 2,5% bij definitieve). De waarborgsom kan ook gestort worden als consignatie op een afzonderlijke bankrekening. Na de definitieve aanvaarding van het gebouw start de 10-jarige gedeelde burgerlijke aansprakelijkheid van aannemer en architect.